# Gillies Lake
Gillies Lake är en sjö i Kanada.   Den ligger i Cochrane District och provinsen Ontario, i den sydöstra delen av landet, 500 km nordväst om huvudstaden Ottawa. Gillies Lake ligger 306 meter över havet. Arean är 0,24 kvadratkilometer. Den sträcker sig 0,6 kilometer i nord-sydlig riktning, och 0,7 kilometer i öst-västlig riktning.
I omgivningarna runt Gillies Lake växer i huvudsak blandskog. Runt Gillies Lake är det glesbefolkat, med 13 invånare per kvadratkilometer.